# Nereis maroccensis
Nereis maroccensis är en ringmaskart som beskrevs av Amoureux 1976. Nereis maroccensis ingår i släktet Nereis och familjen Nereididae. Inga underarter finns listade i Catalogue of Life.